# Saliunca orphnina
Saliunca orphnina es una especie de mariposa de la familia Zygaenidae.
Fue descrita científicamente por Hering en 1931.